# Бартель, Вальтер
Вальтер Бартель (нем. Walter Bartel; 15 сентября 1904[…], Фюрстенберг, Бранденбург — 16 января 1992[…], Берлин) — немецкий коммунист, руководитель немецкой подпольной антифашистской организации концлагеря Бухенвальд.

## Биография
Родился в 1904 году в рабочей семье. В 1920 году вступил в Коммунистический союз молодёжи Германии, а в 1923 — в Коммунистическую партию Германии. В 1929 году поступил в Международную ленинскую школу в Москве.
В 1932 году вернулся в Германию, участвовал в антифашистском движении. По обвинению в государственной измене был приговорён к 27 месяцам тюремного заключения, в 1933—1935 годах отбывал наказание в Бранденбургской тюрьме. После освобождения эмигрировал в Чехословакию. В это время он был исключён из компартии по обвинению в предательстве.

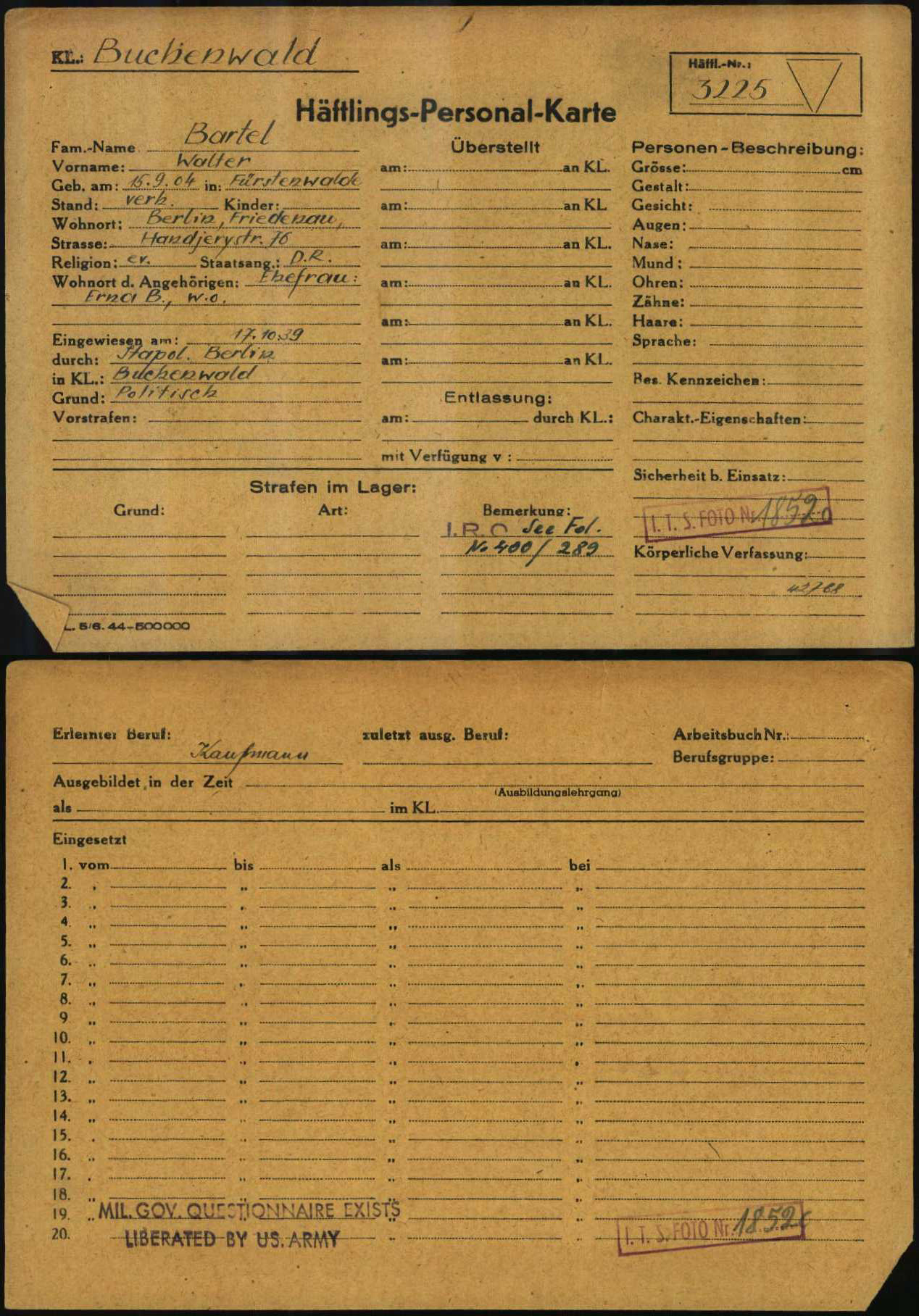
Регистрационная карточка Вальтера Бартеля в качестве заключенного в нацистском концентрационном лагере в Бухенвальд

В марте 1939 года арестован немецкими оккупационными войсками и доставлен в концлагерь Бухенвальд.
В Бухенвальде принимал активное участие в создании подпольной коммунистической парторганизации, с 1943 — председатель Международного лагерного комитета, который координировал работу сил Сопротивления в лагере.
После освобождения в 1945 году восстановился в коммунистической партии, с момента создания был членом Социалистической единой партии Германии. В 1946 занимал пост начальника отдела народного образования городского совета Берлина, в рамках партийной работы был личным помощником Вильгельма Пика.
Получив степень доктора философии, он стал профессором современной истории в Университете Карла Маркса в Лейпциге. С 1957 по 1962 — директор Института современной истории Германии. После этого читал лекции по новой и новейшей истории в Университете имени Гумбольдта в Берлине.
С 1970 года много работал над историей концлагеря Бухенвальд, был председателем Комитета Бухенвальда, работал в Комитете антифашистских борцов сопротивления.

## Сочинения
- La deportazione nei campi di sterminio nazisti/studi e testimonianze. Angeli, Milano 1987, 2. ed.
- Wilhelm Pieck. Verlag Junge Welt, 1985, 1. Auflage
- Buchenwald. Deutscher Verlag d. Wiss., 1983, 4., völlig neu bearbeitete Auflage
- Das internationale antifaschistische Aktiv befreite das Konzentrationslager Buchenwald. Nationale Mahn- u. Gedenkstätte Buchenwald, 1979
- Karl Liebknecht. Bibliographisches Institut Leipzig, VEB, 1974, 3., durchgesehene Auflage
- Karl Liebknecht. Weltkreis-Verlags-GmbH, Dortmund [1974]
- Karl Liebknecht. Bibliographisches Institut Leipzig, 1971, 2., überarbeitete Auflage
- Der Aufgabenbereich des Leiters des Amtes DIV des Wirtschafts-Verwaltungshauptamtes der SS. [Nationalrat der Nationalen Front des demokratischen Deutschland], Berlin [1966]
- Buchenwald varuje. Nakl. politické literatury, Praha 1964, 2. doplněné vyd.
- Lewica niemieckiej socjaldemokracji w walce przeeiwko militaryzmowi i wojnie. Książka i wiedza, Warszawa 1963
- Buchenwald varuje. Státní Nakl. politické literatury, Praha 1962
- Der deutsche Imperialismus und der Zweite Weltkrieg / Band 5. Beiträge zum Thema: Die Ergebnisse und Folgen des Zweiten Weltkrieges und der Zerschlagung des deutschen Imperialismus. 1962
- Bei den Kindern zu Besuch. Kinderbuchverlag, Berlin 1962, 5. Auflage
- Buchenwald. Kongress-Verlag, Berlin 1961, 3., überarbeitete und erweiterte Auflage, 16.-25. Tsd.
- Karl Liebknecht. VEB Verlag Enzyklopädie, Leipzig 1961, 1.-10. Tsd.
- Ein Held der Nation. Verlag Neues Leben, Berlin 1961
- Bei den Kindern zu Besuch. Kinderbuchverlag, Berlin 1961, 4. Aufl.
- Buchenwald. Kongress-Verlag, Berlin 1960, 11.-15. Tsd.
- Buchenwald. Kongress-Verlag, Berlin 1960
- Ideologie des Verbrechens und des Unterganges. Rütten & Loening, Berlin 1960
- Bei den Kindern zu Besuch. Kinderbuchverlag, Berlin 1960, 3. Auflage
- Levye v germanskoj social-demokratii v bor’be protiv militarizma i vojny, Moskva: Izd. inostrannoj literatury, 1959
- Bei den Kindern zu Besuch. Kinderbuchverlag, Berlin 1959, 2. Aufl.
- Die Linken in der deutschen Sozialdemokratie im Kampf gegen Militarismus und Krieg. Dietz, Berlin 1958, 1.-8. Tsd.
- Zum Gedenken des treuen Mitkämpfers Ernst Thälmanns Albert Kuntz. SED-Kreisleitung, Wurzen [1957]
- Die Linken in der deutschen Sozialdemokratie im Kampf gegen Militarismus und Krieg. o. O., [1957]
- P’i k’o tsung t’ung, Shao nier ïeh t’ung ch’u pan shen, Shanghai 1956
- Lehrbriefe für das Fernstudium der Mittelstufenlehrer / Geschichte. / 19/20. Deutschland in der Zeit der faschistischen Diktatur, 1956, 2., verb. Aufl. Als Ms. gedr.
- Deutschland in der Zeit der faschistischen Diktatur 1933—1945. Verl. Volk u. Wissen, Berlin 1956, 2., verb. Aufl.
- Unser Präsident Wilhelm Pieck. Kinderbuchverlag, Berlin 1954, 1. Aufl., 1.-40. Tsd.
- Wilhelm Pieck. Práce, Praha 1952
- Karel Liebknecht proti Kruppovi. Rovnost, Praha 1952
- Ernst Thälmann, ein mutiger Vorkämpfer gegen Faschismus und imperialistischen Krieg. Volk und Wissen, Berlin 1951, 1.-250. Tsd.
- Karl Liebknecht gegen Krupp. Dietz, Berlin 1951
- Wilhelm Pieck, Präsident der Deutschen Demokratischen Republik. Amt für Information der Regierung der Deutschen Demokratischen Republik, Berlin [1950]
- Aktion / Berliner Vereinigung der Verfolgten des Naziregimes, Vereinigung der Verfolgten des Naziregimes. SAPMO-BArch, Berlin
- Konzentrationslager Buchenwald. Thüringer Volksverlag, Weimar
- Geschichte des Grossen Vaterländischen Krieges der Sowjetunion. Deutscher Militärverlag, Berlin